# Deutsche Stiftung Querschnittlähmung
Die Deutsche Stiftung Querschnittlähmung (DSQ) ist eine gemeinnützige Stiftung zur Förderung der wissenschaftlichen Forschung bzgl. Prävention und Behandlung von Rückenmarkschäden sowie zur Information über Querschnittlähmung und ihre Folgen, initiiert von der Fördergemeinschaft der Querschnittgelähmten Deutschlands e.V. (FGQ).

## Ziele
Ziele der Stiftung sind laut Satzung „die Lebenssituation Querschnittgelähmter zu verbessern, vor allem in Bezug auf Behandlung und Rehabilitation, im Hinblick auf Ausbildung und Beruf und bezüglich der Integration in allen Bereichen des gesellschaftlichen Lebens.“

## Methoden

### Informationsaustausch zwischen Asien und Europa
Virtuelle Kooperation der DSQ mit der Medizinischen Staatsuniversität Krasnojarsk, Sibirien, und der Stiftung SM Charity. Seit 2007 wird ein umfangreicher medizinischer Erfahrungsaustausch mit mehreren Groß-Kliniken in der Region Krasnojarsk auf der technischen Basis von Videokonferenzen durchgeführt. 

### Kommunikationsanwendung für Querschnittgelähmte (DSQ paraKomm)
Diese Kommunikationsanwendung soll speziell Querschnittgelähmten und in der Mobilität eingeschränkten Menschen ermöglichen, auf viele Informationen zum Thema Querschnittlähmung zugreifen zu können.

### Präventionskampagne „No risk – no fun?“
70 % der Querschnittlähmungen entstehen bei Unfällen im Alltag. Die Kampagne verbreitet Informationen über die Risiken von Freizeitaktivitäten begleitet von speziellen Aktionen, wie z. B. Projekttagen an Schulen, wo potenziell gefährdete junge Menschen direkt angesprochen werden. Die Schwimmerin und Olympiasiegerin Hannah Stockbauer ist Schirmherrin dieses Projekts.

### Forschungsförderpreis
Der Forschungs-Förderpreis unterstützt sowohl den Preisträger als auch das Forschungsprojekt selbst.
- 1998 Volker Dietz, Paraplegikerzentrum Balgrist der Universitätsklinik, Zürich
- 1999 Andreas Schmitt, Neurologische Klinik Klinikum RWTH, Aachen
- 2000 Ansgar Boczek-Funcke, Christian-Albrechts-Universität, Physiologisches Institut der CAU, Kiel
- 2001 Melitta Schachner, Zentrum für Molekulare Neurobiologie, Universität Hamburg
- 2003 Ulrike Blömer, Neurochirurgie des Universitätsklinikums Schleswig-Holstein, Kiel
- 2005 Armin Buss,  Neurologische Klinik der RWTH, Aachen
- 2008 Rüdiger Rupp, Stiftung Orthopädische Universitätsklinik Heidelberg
- 2009 Dietmar Fischer, Universitätsklinikum Ulm

### Preis für besonderes soziales Engagement
- 2009  Cora Eilhardt und Britta Billmann,[2] Hockey-Bundesliga-Spielerinnen

## Gremien
- Der Stiftungsrat ist das zentrale Gremium der Stiftung und entscheidet in allen Fragen von grundsätzlicher Bedeutung.
- Der Vorstand führt die Geschäfte der Stiftung im Rahmen der Satzung und der Beschlüsse des Stiftungsrates.
- Das Kuratorium unterstützt den Stiftungsrat bei der Förderung der Stiftungszwecke
- Der Wissenschaftliche Beirat schreibt im Auftrag der DSQ Forschungsprojekte aus, und empfiehlt dem Stiftungsrat Projekte  zur Bewilligung. Er berät den Vorstand und den Stiftungsrat. Die Mitglieder des Wissenschaftlichen Beirats sind anerkannte Forscher auf dem Gebiet der Paraplegiologie, Neurologie und Orthopädie.

## Geschichte
- 1990 Gründung in Stuttgart, initiiert von der Fördergemeinschaft der Querschnittgelähmten Deutschlands e.V. (FGQ)[3]